# Марал (карабин)
«Марал» — российский нарезной магазинный карабин под боеприпас 7,62×51 мм НАТО для любительской и промысловой охоты на среднего и крупного зверя. 

## История
Был разработан в середине 1990х годов в Конструкторско-оружейном центре Ижевского машиностроительного завода.
В октябре 2017 года карабин был представлен на оружейной выставке "Оружие и охота-2017" под наименованием Baikal 146 "Марал". 

## Конструкция
Отличительной особенностью является схема запирания с затвором прямого движения, без поворота рукоятки, что позволило существенно увеличить темп стрельбы и скорость перезаряжания.
Ударно-спусковой механизм куркового типа, допускает регулировку усилия и натяжения спуска. Ствол запирается на три боевых упора. В переднем положении затвор блокируется для избежания случайного выстрела. Рукоятка затворной рамы складывающаяся, рычажковый предохранитель располагается на муфте у хвостовика ствольной коробки.